# 新島村
新島村（にいじまむら）は、東京都の島嶼部に位置する村。
伊豆諸島の新島および式根島の区域からなる。温泉、ビーチなどの観光業が盛んで、人口は約2,500人。気候は、夏は比較的涼しく冬は比較的暖かい。

## 地理
- 新島村は東京都心の南約160 kmの太平洋上に位置しており、有人島の新島、式根島、無人島の鵜渡根島（うどねじま）、早島（はんしま）、地内島（じないじま）から成り立っている。
- 山: 宮塚山、大峯、丹後山　向山（以上新島）、神引山（式根島）
  - 宮塚山という同名の山は、利島村にもある。新島の向山は886年の大噴火で新たにできた可能性が高い。
- 村内の地名は本村（ほんそん）、若郷（わかごう）、式根島（しきねじま）の3つである。
- 南海トラフ巨大地震が発生した際には、最大14 mの津波が到達することが予想されている。これは東京都下の市町村で2番目に高い値である[1]。

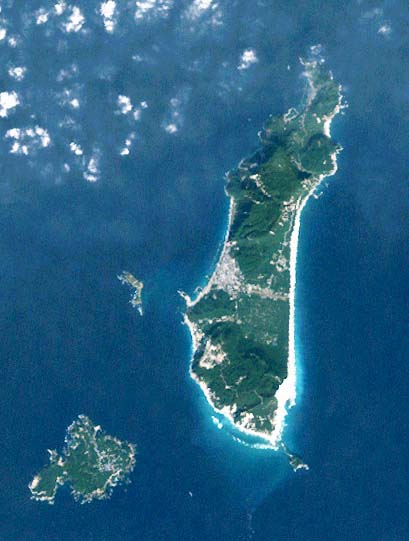
ランドサット衛星写真　左が式根島、右が新島

## 歴史
- 1923年（大正12年）10月1日 - 島嶼町村制施行。新島、式根島は大島島庁となり、新島本村（にいじまほんむら）、若郷村が置かれる。
- 1926年（大正15年） - 大島島庁が大島支庁となる。
- 1936年（昭和11年）12月27日 - 午前9時15分頃に地震。死者3人、負傷者50人、家屋全壊20戸、半壊350戸、破損350戸。ほぼ全ての住戸に被害[2]。
- 1954年（昭和29年）11月1日 - 新島本村に若郷村を編入。
- 1979年（昭和54年） - 前年に村立診療所で勤務していた自称医師が医師法違反で逮捕される。後に大島町で無資格診療を行い発覚したもの[3]。
- 1992年（平成4年）4月1日 - 新島本村が改称し、新島村となる。これに伴い、本村・若郷地区に住居表示を実施（式根島は実施せず）[4]。
  - 村内の地名「本村（ほんそん）」との混同による「にいじまほんそん」という誤読を防ぐ目的もあった[5]。

### 行政区域変遷
- 変遷の年表

| 新島村村域の変遷（年表） | 新島村村域の変遷（年表） | 新島村村域の変遷（年表）                                                                                     |
| 年                       | 月日                     | 現新島村村域に関連する行政区域変遷                                                                           |
| ------------------------ | ------------------------ | --- |
| 1923年（大正12年）       | 10月1日                  | 島嶼町村制施行。以下の村がそれぞれ発足。 - 新島本村 ← 新島本村単独で村制施行 - 若郷村 ← 若郷村単独で村制施行 |
| 1926年（大正15年）       |                          | 大島島庁が大島支庁となる。                                                                                   |
| 1943年（昭和18年）       | 7月1日                   | 東京都制施行により、東京府、東京市が合併し東京都が発足。                                                     |
| 1954年（昭和29年）       | 11月1日                  | 新島本村に若郷村を編入。                                                                                     |
| 1992年（平成4年）        | 4月1日                   | 新島本村が改称し、新島村となる。                                                                             |

- 変遷表

|  | 新島本村 | 新島本村 | 新島本村                       | 平成4年4月1日 新島村に改称 | 新島村 |
|  | 若郷村   | 若郷村   | 昭和29年11月1日 新島本村に編入 | 平成4年4月1日 新島村に改称 | 新島村 |

## 人口
| |                                        |  |
| 新島村と全国の年齢別人口分布（2005年） | 新島村の年齢・男女別人口分布（2005年） |  |
| ■紫色 ― 新島村 ■緑色 ― 日本全国 | ■青色 ― 男性 ■赤色 ― 女性              |  |
| 新島村（に相当する地域）の人口の推移 \| 1970年（昭和45年） \| 3,654人 \| \| \| 1975年（昭和50年） \| 3,685人 \| \| \| 1980年（昭和55年） \| 3,684人 \| \| \| 1985年（昭和60年） \| 3,653人 \| \| \| 1990年（平成2年） \| 3,505人 \| \| \| 1995年（平成7年） \| 3,163人 \| \| \| 2000年（平成12年） \| 3,147人 \| \| \| 2005年（平成17年） \| 3,161人 \| \| \| 2010年（平成22年） \| 2,883人 \| \| \| 2015年（平成27年） \| 2,749人 \| \| \| 2020年（令和2年） \| 2,441人 \| \| |                                        |  |
| 総務省統計局 国勢調査より |                                        |  |
| 1970年（昭和45年） | 3,654人                                |  |
| 1975年（昭和50年） | 3,685人                                |  |
| 1980年（昭和55年） | 3,684人                                |  |
| 1985年（昭和60年） | 3,653人                                |  |
| 1990年（平成2年） | 3,505人                                |  |
| 1995年（平成7年） | 3,163人                                |  |
| 2000年（平成12年） | 3,147人                                |  |
| 2005年（平成17年） | 3,161人                                |  |
| 2010年（平成22年） | 2,883人                                |  |
| 2015年（平成27年） | 2,749人                                |  |
| 2020年（令和2年） | 2,441人                                |  |

## 行政
- 村長：大沼弘一（おおぬま ひろかず、2023年10月1日就任、1期目）[8]

## 議会

### 村議会
- 定数：10人（任期：2027年2月14日まで）[9]
- 議長：木村諭史（きむら さとし、2023年2月21日就任）
- 副議長：青沼 弘（あおぬま ひろし、2023年2月21日就任）

### 都議会
2025年東京都議会議員選挙
- 選挙区：島部選挙区
- 定数：1人
- 任期：2025年7月23日 - 2029年7月22日
- 投票日：2025年6月22日
- 当日有権者数：18,912人
- 投票率：58.17％

| 候補者名 | 当落 | 年齢 | 所属党派   | 新旧別 | 得票数  | 備考                                |
| -------- | ---- | ---- | ---------- | ------ | ------- | ----------------------------------- |
| 三宅正彦 | 当   | 53   | 無所属     | 現     | 6,148票 | 2025年6月23日に自民党は追加公認した |
| 伊藤奨   | 落   | 34   | 国民民主党 | 新     | 3,050票 |                                     |
| 奥村光貴 | 落   | 25   | 再生の道   | 新     | 1,449票 |                                     |

### 衆議院
- 選挙区：東京3区（品川区、島嶼部）
- 投票日：2024年10月27日
- 当日有権者数：362,508人
- 投票率：56.83％

| 当落 | 候補者名   | 年齢 | 所属党派     | 新旧別 | 得票数   | 重複 |
| ---- | ---------- | ---- | ------------ | ------ | -------- | ---- |
| 当   | 石原宏高   | 60   | 自由民主党   | 前     | 61,660票 | ○    |
| 比当 | 阿部祐美子 | 60   | 立憲民主党   | 新     | 54,178票 | ○    |
|      | 奥本有里   | 47   | 国民民主党   | 新     | 30,351票 | ○    |
|      | 吉平敏考   | 43   | 日本維新の会 | 新     | 25,745票 | ○    |
|      | 香西克介   | 48   | 日本共産党   | 新     | 12,056票 |      |
|      | 川口めぐみ | 51   | 無所属       | 新     | 8,822票  |      |
|      | 植木洋貴   | 42   | 参政党       | 新     | 8,731票  |      |

## 経済

### 郵便
（※2023年4月現在）
- 日本郵便
  - 新島郵便局（本村） ※郵便窓口は土曜・休日も開設（午前中のみ）。
  - 若郷郵便局（若郷）
  - 式根島郵便局（式根島） ※郵便窓口は土曜・休日も開設（午前中のみ）。

郵便番号は本村で「100-0402」、若郷で「100-0401」、式根島で「100-0511」である。

## 地域

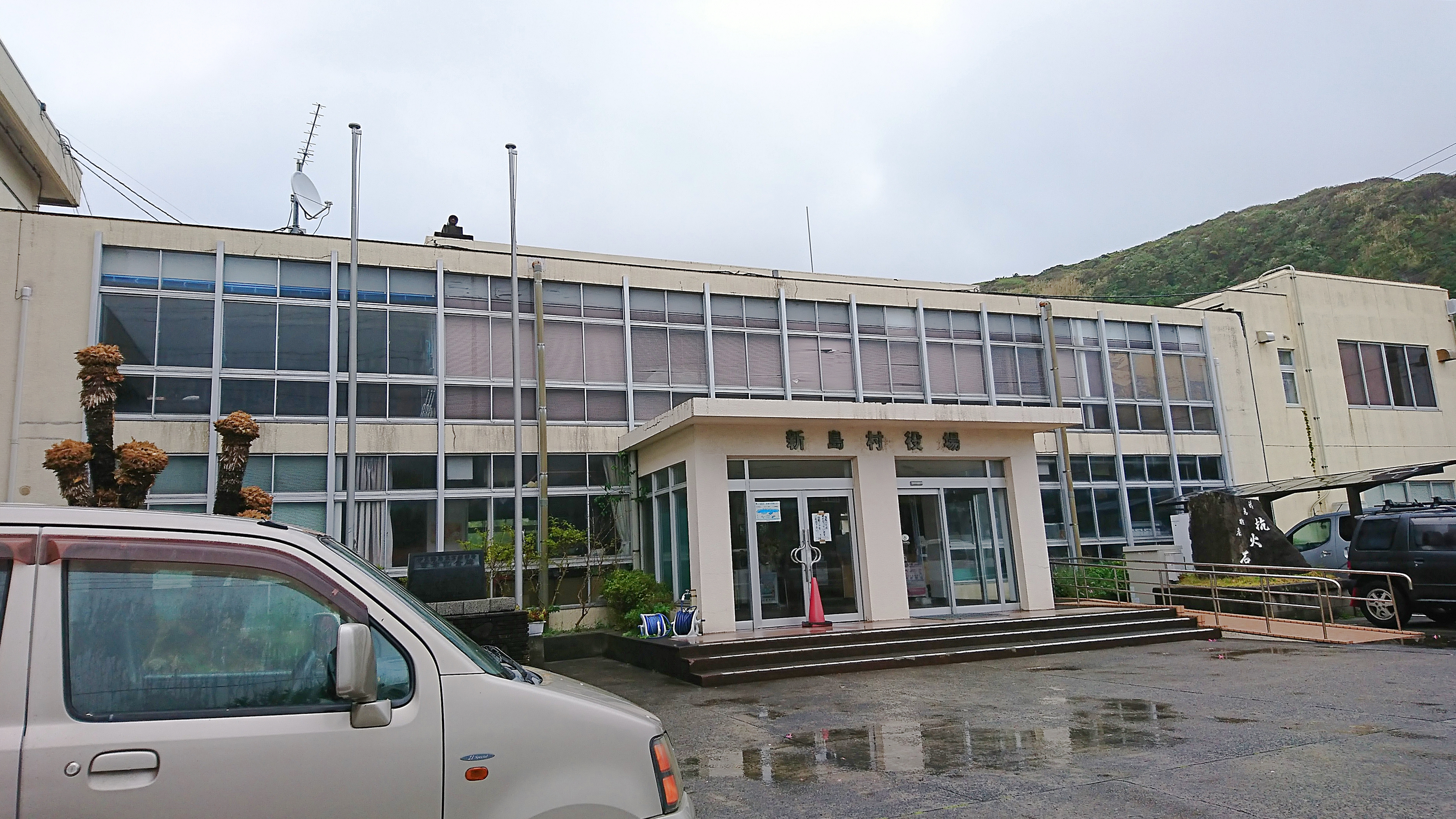
新島村役場

### 教育

#### 小学校
- 新島村立新島小学校
- 新島村立式根島小学校

#### 中学校
- 新島村立新島中学校
- 新島村立式根島中学校

#### 高等学校
- 東京都立新島高等学校

### 警察
警視庁新島警察署（新島村本村三丁目13番4号）。警視庁第一方面に属し、新島村と神津島村を管轄している。

#### 駐在所（新島村のみ）
- 若郷駐在所（新島村若郷6番11号）
- 式根島駐在所（新島村式根島211番地1）

### 消防
新島・式根島共に消防署はなく、119番に電話すると新島村役場に繋がる。火事の場合は新島消防団が消防車を出動させ、救急の場合は村職員が搬送車で診療所に送迎する。診療所で対処できない重症患者は消防庁ヘリコプターもしくは自衛隊ヘリコプターによる急患輸送で本土医療機関に搬送する。

## 交通

### 空港
- 新島：新島空港

### 航空路
- 新中央航空 - 調布飛行場との間に一日4往復している（所要時間40分）。

### 道路
- 一般国道
  - なし
- 都道
  - 東京都道211号若郷新島港線
  - 東京都道237号式根島循環線

### バス
- 新島村ふれあいバス（無料）

### 港湾
- 新島：新島港

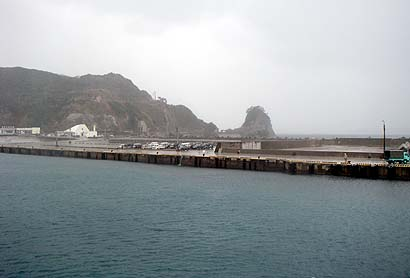
新島港

- 式根島：野伏港、野伏漁港、式根島港、足付漁港、小浜漁港

### 航路
（貨客船）
- 新島港、野伏港間
- 東海汽船
客船「さるびあ丸」または「橘丸」が東京－横浜（金土のみ）－大島－利島を経由して毎日就航している。
※シーズンによりジェット船が就航する。
- 神新汽船
静岡県下田～利島～新島～式根島～神津島～下田
※日、火、金曜日は利島→新島、月、木、土曜日は逆コースで就航している。
- 新島村
連絡船「にしき」が式根島と一日3往復している。にしき2は2009年3月31日をもって引退、翌4月1日より新造船「にしき」が就航している。

（貨物船）
- 新島物産
貨物船「新洋丸」または「新東丸」が東京-三宅島間の各島間で就航している。
- 伊豆七島海運
複数の貨物船が東京-伊豆諸島各島間で就航している。

### 都庁への連絡
- 航路：両港（東海汽船）竹芝旅客ターミナル＝竹芝駅（ゆりかもめ）汐留駅（都営地下鉄大江戸線）都庁前駅
- 空路：新島空港（空路）調布飛行場（路線バス）調布駅（京王線）新宿駅

## 名所・旧跡・観光スポット・祭事・催事
- 温泉は新島、式根島に複数存在する。式根島の「松が下雅湯」「地鉈温泉」は海岸の露天風呂として有名。
- 羽伏浦（はぶしうら） - 新島南東部にある海岸。ガラス質の真白い砂浜が5km以上続き、絶景である。また、サーフィンの名所でもある。
- 防衛装備庁航空装備研究所新島支所 - ミサイルの発射試験場。2004年までは新島試験場という名称であった。
- 十三社神社 - 伊豆諸島最大規模の神社。

## 名産品
- くさや - ムロアジ、トビウオ等の魚をくさや液と呼ばれる、元々は塩水であった調味液に漬けて作られる干物。独特のにおいで好き嫌いが分かれる。新島島内には「くさやの里」と呼ばれる生産団地がある。
- 魚介類 - 大柄のサザエ、アワビ、イセエビ、タカベと呼ばれる魚、赤いかなどが名産である。
- 農作物 - 伊豆諸島各地で栽培されるアシタバや島とうがらしのほか、特徴的なものとしてあめりか芋がある。サツマイモの中でも特に痩せた土地に強かったため定着した。近年は島焼酎も作られている。
- 抗火石（コーガ石（こーがせき）） - 抗火石はガラス質で多孔性の鉱石。金属で引っ掻けば傷がつくほどもろいが、水に浮くほど軽くて耐火性に優れる。世界的にも新島とイタリアの一部地方でしか産出されない。建材として切り出され、島外に出荷されている。この石の特徴を生かしたモヤイ像と呼ばれる石像が島のあちこちにあり、島外に贈られたものでは渋谷駅前・蒲田駅前・青森県深浦町のウェスパ椿山にも設置されており、特に渋谷駅前のものがハチ公と並んで知られている。「モヤイ」は「舫う」、および、協力し合うといった意味の日本語の古語「もやう（催合う・最合う）」から来ており、新島では後者も生きている言葉であった。
- 新島ガラス - 新島のガラス質の砂を原料に作られるガラス製品。独特のオリーブグリーン色をしている。島内にはガラス美術館がある。また、東京都大島支庁新島出張所および東京都島しょ保健所大島出張所新島支所の合同庁舎正面には新島ガラスで作られた大型銘板がはめられている。
- たたき - 伊豆諸島では魚のすり身を「たたき」それを揚げたものを「たたき揚げ」と呼ぶ。新島村のたたきは他の島と異なり、調味したすり身に重曹を加えているのが特徴である。そのため、加熱調理するとフワフワに膨れて独特の食感が生まれる。式根島の特産物の中で最も人気があるものは漁協婦人部（漁師の妻からなる部会）が作るたたきがある。原料は近海で捕れる青ムロアジ、トビウオである。冷凍されて販売されているものを解凍し練り直した後、油で揚げてたたき揚げにしたり、みそ汁や鍋物に落として食べる。

## 主な出身者
- 出羽の洲聖（元大相撲力士）
- 宮川愛李（歌手）
- みやかわくん（歌手）
- 宮川亮（音楽プロデューサー）
- 植松創（音楽家）